# 刘正猷
刘正猷（？—），男，中国物理学家，武汉大学教授，主要研究领域包括凝聚态物理和声学，发表论文数百篇，曾获得中国国家自然科学二等奖等奖项，中国教育部第四批“长江学者”特聘教授。

## 生平
1986年、1989年和1993年先后在武汉大学物理学系获得学士、硕士、博士学位。
1993年至2001年在华南理工大学应用物理学系任教，后晋升教授，2001年至今在武汉大学物理科学与技术学院任教授。曾在国际理论物理中心、香港中文大学、香港科技大学、曼尼托巴大学从事访问研究。